# Attilio Rucano
Attilio Rucano (Placanica, 29 februari 1904 – Monza, 14 maart 1999) was een Italiaans componist, muziekpedagoog en militaire kapelmeester.

## Levensloop
Rucano studeerde muziek aan het conservatorium van de regio Calabrië. Hij voltooide zijn studies aan het Conservatorio "Giuseppe Verdi" (Milaan) te Milaan, waar hij bij verschillende meesters studeerde. 
Van 1926 tot 1930 was hij dirigent van de militaire kapel te Benghazi. In 1936 werd hij dirigent van de Banda dell’8° reggimento Fanteria (Militaire kapel van het 8e Infanterie-Regiment). Aansluitend leidde hij diverse militaire kapellen in de Lombardije. Verder was hij docent aan het Conservatorio "Giuseppe Verdi" (Milaan) te Milaan. Rucano was ook dirigent van diverse civiele harmonieorkesten, onder andere van het Corpo Musicale Vincenzo Bellini, Cesate tot 1988. 
Als componist schreef hij rond 150 werken, voor orkesten, harmonieorkesten, kerkelijke muziek en vocale- en kamermuziek. Zijn liederen werden vele malen finalisten tijdens de zang festivals te Napels, Viareggio, Turijn en Triëst. In zijn geboorteplaats werd voor hem een museum ingericht.

## Composities

### Werken voor banda (harmonieorkest)
- 1960 Riviera Ionica
- 1964 Cesate
- 1969 Magna Grecia, symfonische mars
- 1971 Valsassina
- 1975 Scilla e Cariddi
- 1979 Modern Ritmic Fantasy
- 1983 Lissone, marcia brillante
- 1984 Ricordo di Mera, marcia brillante
- 1985 Presolana, marcia brillante
- 1985 Sagra paesana
  1. Maestoso
  2. Mazurka classica
  3. Tarantella
  4. Romanza andantino
  5. Marcia caratteristica
- Addolorata
- Adriana, mars
- Allegria
- Arconate, mars
- Aspromonte
- Bengasi
- Cesate
- Chiara
- Conca d'Oro
- De Profundis, treurmars
- Divisione Cuneo
- Elegia
- Fata Morgana
- Jerago
- La Concordia
- Loretta
- Novantesimo
- Origgio, mars
- Paoletta
- Salute a Desio
- San Giovanni in festa
- Sant'Emidio, processiemars
- Siviglia, ballabile - paso-doble

### Werken voor koren
- Cuore Alpino, voor gemengd koor

### Vocale muziek
- 1928 Epopea fascista - Inno in onore della celebrazione della fondazione dei fasci, voor zang en piano - tekst: G. Sbardelli

### Werken voor piano
- 1928 Nell'harem, Danza Orientale

## Publicaties
- Corpo Musicale Vincenzo Bellini, Cesate - 1938/ 1988, Cesate, 1988